# Archirileya inopinata
Archirileya inopinata är en stekelart som beskrevs av Filippo Silvestri 1920. Archirileya inopinata ingår i släktet Archirileya och familjen kragglanssteklar. Inga underarter finns listade.